# 贝恩特罗德 (海尔巴特海利根施塔特)
贝恩特罗德（德語：Bernterode，發音：[bɛʁntəˈʁoːdə]）是德国图林根州艾希斯费尔德县曾经的一个市镇，面积8.62平方千米，2017年12月31日人口为233人。2019年1月1日，贝恩特罗德并入市镇海尔巴特海利根施塔特。